# Fritz Poleck
Fritz Peter Theodor Wilhelm Hans Poleck (* 8. November 1905 in Lissa; † 27. November 1989 in München) war ein deutscher Heeresoffizier (Oberst i. G.) und während des Zweiten Weltkrieges zuletzt Chef OKW (Oberkommando der Wehrmacht) Chefgruppe.

## Leben

### Wehrmacht
Fritz Poleck gehörte vom 10. November 1938 bis 31. März 1941 dem OKW (L, bezw. WFA, bezw. WFSt) an. Er wurde am 1. April 1941 als Erster Generalstabsoffizier (Ia) zur 170. Infanterie-Division kommandiert. In dieser Dienststellung erhielt er als Major am 12. März 1942 das Deutsche Kreuz in Gold. Mit Wirkung vom 15. April 1943 wurde er in die Führerreserve des Oberkommando des Heeres versetzt. Mit dem 21. Mai 1943 kehrte er als Quartiermeister in den Wehrmachtführungsstab zurück. Zuletzt war er Chef OKW - Chefgruppe und wurde gemäß Verfügung vom 9. Mai 1945 mit Wirkung und Rangdienstalter vom 20. April 1945 zum Generalmajor befördert. Das Bundesministerium der Verteidigung entschied 1968 allerdings, dass dieser Dienstgrad nicht zuerkannt werden kann, da nicht eindeutig geklärt werden konnte, ob die Beförderung noch vor Kriegsende rechtskräftig wurde.
Am 4. Mai 1945 unterzeichnete er auf dem Timeloberg am Ortsrand von Wendisch Evern zusammen mit Generaladmiral Hans-Georg von Friedeburg, General Eberhard Kinzel, Konteradmiral Gerhard Wagner und Major i. G. Jochen Friedel die Teilkapitulation der Wehrmacht für Nordwestdeutschland, Dänemark und die Niederlande vor den Briten.

### Nachkriegszeit
Nach seiner Entlassung aus der Kriegsgefangenschaft 1947 absolvierte Poleck eine Kaufmannsausbildung, die er am 30. September 1949 abschloss. Im Oktober 1950 trat er der Organisation Gehlen bei, dem Vorläufer des Bundesnachrichtendienstes (BND). Im Jahr 1957 folgte sein Eintritt in die Bundeswehr. Am 7. November 1957 ernannte Bundespräsident Theodor Heuss den Oberst a. D. Fritz Poleck unter Berufung in das Dienstverhältnis eines Berufssoldaten wieder zum Oberst. Poleck verrichtete offiziell seinen Dienst im Amt für Militärkunde, einer Legende des BND für dort tätige Soldaten. Zum 31. März 1964 wurde Poleck dann in den Ruhestand versetzt und schied somit als Oberst a. D. aus dem aktiven Dienst aus. Am 27. November 1989 starb Poleck. In seinem Nachruf, den der BND veröffentlicht, wird Poleck mit seinem Decknamen „Fritz Posser“ benannt.

### Privates
Poleck war evangelisch und bis zu seinem Tode 1989 mit Ilse Poleck, geborene Roeder verheiratet. Sie haben drei Söhne.

## Auszeichnungen
- Wehrmacht-Dienstauszeichnung IV. und III. Klasse am 2. Oktober 1936 und 1. April 1937
- Deutsches Olympia-Ehrenzeichen II. Klasse am 16. August 1936
- Eisernes Kreuz (1939) II. und I. Klasse am 25. Juni 1940 und 5. August 1941
- Deutsches Kreuz in Gold am 12. März 1942[2]
- Krimschild am 15. Februar 1943
- Stern von Rumänien IV. Klasse am 8. Juni 1942
- Kroatischer Orden der Krone König Zvonimirs I. Klasse mit Stern und Schwertern am 28. September 1944
- Verdienstkreuz des Verdienstordens der Bundesrepublik Deutschland I. Klasse am 24. Februar 1964